# Miette
Die Miette ist ein kleiner Fluss im nordöstlichen Teil von Zentral-Frankreich, der im Département Aisne der Region Hauts-de-France nordwestlich der Stadt Reims verläuft.

## Geografie

### Verlauf
Die Miette entspringt im Gemeindegebiet von Amifontaine, entwässert generell Richtung Südsüdwest und mündet nach rund 15 Kilometern an der Gemeindegrenze von Berry-au-Bac und Pontavert als rechter Nebenfluss in die Aisne.
Auf ihrem Weg quert die Miette im Oberlauf bei Amifontaine die Bahnstrecke Reims–Laon und kurz danach die Autobahn A 26. Bei Damary in der folgenden Gemeinde fließt von Nordwesten her der Ruisseau de Fayau zu, der länger ist als der Lauf der Miette bis dorthin. Von Amifontaine bis zur Mündung verläuft die Miette in einem nur von der Ortslage von Juvincourt kurz unterbrochenen, bis über 300 Meter breiten Auenwaldstreifen mit einigen Teichen darin.

### Berührte Gemeinden
(Reihenfolge in Fließrichtung)
- Amifontaine
- Juvincourt-et-Damary
- Berry-au-Bac
- La Ville-aux-Bois-lès-Pontavert
- Pontavert